# 施托克勞

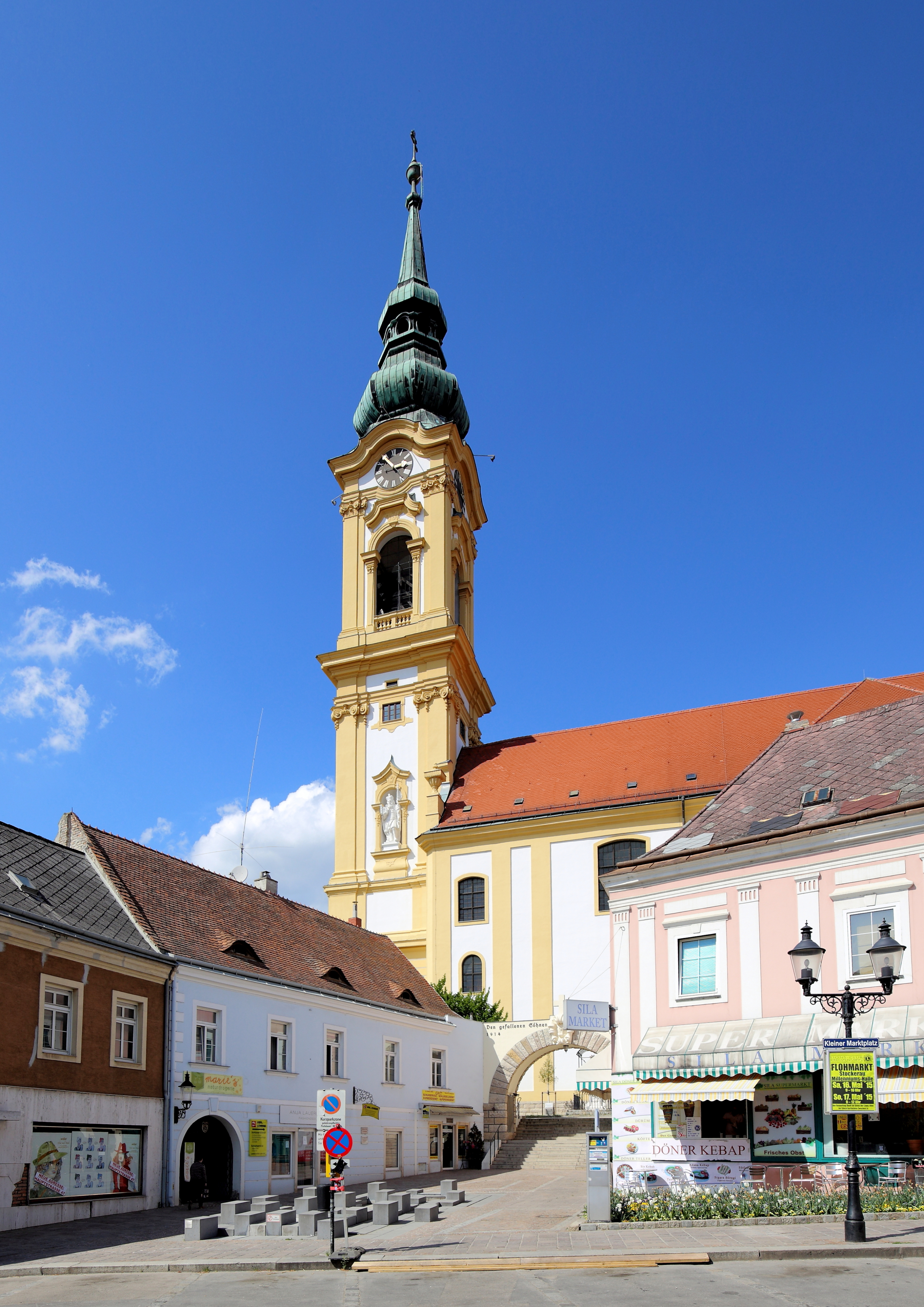

施托克勞（德語：Stockerau）是奧地利的城市，位於該國東北部，距離首都維也納約25公里，由下奧地利邦負責管轄，面積37.41平方公里，海拔高度176米，2012年人口15,657。

## 外部連結
- Official website
- Stockerau Guide （页面存档备份，存于）